# Goodbye madama Butterfly/Un minuto prima dell'alba
Goodbye madama Butterfly/Un minuto prima dell'alba è un singolo dei Pooh, pubblicato in Italia nel novembre del 1969 dalla casa discografica Vedette, l'ultimo di una lunga serie di singoli dei Pooh che pubblicheranno i successivi con la CBS.

## Descrizione
Entrambi i brani sono cantati da Riccardo Fogli (che a quei tempi era il membro del gruppo a cui venivano affidati la maggior parte dei brani).
Il lato B del singolo, Un minuto prima dell'alba, dà titolo all'omonima raccolta del 1998, in cui la Vedette inserisce vari brani di questo periodo. Il brano, tuttavia, non è incluso nella raccolta, né è stato mai ripubblicato, così come anche Goodbye madama Butterfly.

## Tracce
LATO A
1. Goodbye madama Butterfly (testo: Valerio Negrini – musica: Camillo Facchinetti)

LATO B
1. Un minuto prima dell'alba (testo: Valerio Negrini – musica: Camillo Facchinetti)

## Formazione
- Valerio Negrini - voce, batteria
- Roby Facchinetti - voce, tastiere
- Riccardo Fogli - voce, basso
- Dodi Battaglia - voce, chitarra